# Mérona
Mérona település Franciaországban, Jura megyében. Lakosainak száma 8 fő (2022. január 1.). Mérona Marnézia, Dompierre-sur-Mont, Largillay-Marsonnay, Orgelet és Plaisia községekkel határos.

## Népesség
A település népességének változása:
| Lakosok száma | 10   | 5    | 3    | 11   | 11   | 10   | 8    | 7    | 7    | 8    |
|               | 1968 | 1982 | 1990 | 2006 | 2013 | 2015 | 2017 | 2019 | 2020 | 2022 |